# Zbrodnia w Mokranach
Zbrodnia w Mokranach – zbrodnia wojenna popełniona przez sowieckich żołnierzy (przeważnie Ukraińców) na ok. 20 marynarzach Flotylli Rzecznej Marynarki Wojennej 28 września 1939 w Mokranach. Wydarzenie to było bardzo długo ukrywane przez propagandę komunistyczną, a działania mające przypomnieć o tej zbrodni, rozpoczęto dopiero po rozpadzie Bloku Wschodniego i Związku Radzieckiego.

## Geneza
Pierwsze dni wojny obronnej Polski w bazie Flotylli Pińskiej minęły dość spokojnie. Dopiero w drugim tygodniu kampanii, zagrożenie mogło nadejść z kierunku północnego w postaci niemieckich armii pancernych. Morale były bardzo słabe tym bardziej, że wojska niemieckie zbliżały się do Warszawy. 17 września pogorszył sytuacje Flotylli. Miało to związek z inwazją ZSRR na wschodnie granice Polski. Jej zdolność manewrowa uległa znacznemu zmniejszeniu ze względu na niski stan wód spowodowanych długotrwałą suszą. Uniemożliwiło to odwrót cięższych jednostek pływających w kierunku zachodnim. Od 18 września rozpoczęto zatapianie jednostek Flotylli. Po zakończeniu tej czynności marynarze jednostki ruszyli pieszo aby dołączyć do Samodzielnej Grupy Operacyjnej „Polesie”. Część z nich nie dołączyła jednak do głównej grupy tych wojsk. Załogi zostały zebrane w miejscowości Płotnica leżącej na południe od Prypeci, gdzie utworzono z nich spieszony batalion piechoty. Na jego czele stanął kapitan marynarki Bronisław Bończak. Batalion ruszył 23 września na południowy zachód w stronę Kamienia Koszyrskiego i Ratna. W marszu oddział podzielił się na dwie grupy, kolumna dowodzona przez kapitana Bończaka ruszyła w kierunku Brześcia, druga na Kowel. Trzy dni później oddział kapitana Bończaka został otoczony przez sowietów w pobliżu Zabłocic nad jeziorem Tur. Zasadzkę urządzili żołnierze z 2 Batalionu 32 Brygady Pancernej wspólnie z żołnierzami 487 Pułku Strzelców 143 Dywizji Strzeleckiej oraz grupą Ukraińców z OUN. Oddział na początku stawiał opór, jednak wobec ogromnej przewagi wroga, który dysponował czołgami T-26 i samochodami pancernymi, zmuszony był się poddać. Oddział który dostał się do niewoli liczył 130-200 żołnierzy. W pobliskiej Małorycie dokonano selekcji. Z grupy marynarzy wydzielono oficerów i podoficerów, zabrano płaszcze i uzbrojenie wojskowe. Następnie nakazano im iść do wsi Mokrany. Żołnierze dotarli tam popołudniem 27 września.

## Przebieg zbrodni
Na noc zamknięto ich w Domu Ludowym w Mokranach. Następnego dnia wybrano kolejny mniejszy oddział liczący 18 żołnierzy. Wybrana grupka możliwe, że została zamordowana strzałem w tył głowy. Sprawcami zbrodni była bojówka OUN dowodzona przez Artiemija Sadza. Ukraińcy prawdopodobnie byli zachęcani przez radzieckich oficerów do popełnienia morderstwa. Wcześniej chciano zamordować całą grupę przyprowadzoną do Mokran, jednak z nieznanych powodów zrezygnowano z tego pomysłu.

## Pamięć
Mogiła ofiar zbrodni w Mokranach została odkryta dopiero po operacji Barbarossa na polecenie właścicielki majątku Antoniny Rayskiej. Ponownie zniszczyli ją Sowieci w 1944, myśląc, że w ten sposób wykorzenią wspomnienia o ofiarach. Dopiero w 1989 zaczęto przypominać o tej zbrodni. Postawiono pomnik, jednak do dziś nie wiadomo gdzie morderstwo się odbyło.